# Пантелеймоновское (Краснодарский край)
Пантелеймо́новское — село в Успенском районе Краснодарского края России.
Входит в состав Трёхсельского сельского поселения.

## Географическое положение
Село расположено правом берегу Урупа, в степной зоне, в 7 км к югу-востоку от центра сельского поселения — села Трёхсельское.
Выше по течению (южнее) расположено село Гусаровское, ниже — село Новоурупское, на противоположном берегу реки — хутор Нововоскресенский.

## История
Село основано в 1895 году.

## Население
| 2002 | 2010 |
| ---- | ---- |
| 240  | ↘183 |

## Улицы
| - ул. Горького, - ул. З. Космодемьянской, - пер. Комсомольский, | - ул. Октябрьская, - ул. Свердлова, - пер. Урупский. |